# Trimbak
Trimbak is een nagar panchayat (plaats) in het district Nashik van de Indiase staat Maharashtra. 

## Demografie
Volgens de Indiase volkstelling van 2001 wonen er 9.804 mensen in Trimbak, waarvan 52% mannelijk en 48% vrouwelijk is. De plaats heeft een alfabetiseringsgraad van 73%. 

## Geboren
- Dadasaheb Phalke (1870), filmmaker